# David R. Marchant
David R. Marchant (* 1961 oder 1962) ist ein US-amerikanischer Geologe und Geowissenschaftler. Sein Hauptuntersuchungsgebiet ist die Antarktis.

## Karriere
Marchant erwarb seinen Bachelor of Science (B Sc.) an der Tufts University, graduierte als Master of Science (M. Sc.) an der University of Maine und promovierte 1993 als Ph.D. an der University of Edinburgh. Ab 1985 erforschte er in 19 Feldforschungskampagnen anhand der Zusammensetzung von vulkanischer Asche die paläoklimatischen Veränderungen und geologische Stabilitäten im Gebiet der Antarktischen Trockentäler und deckte dabei die Gletscherhistorie des ostantarktischen Eisschilds auf. Dazu verband er traditionelle geomorphologische Feldforschung mit modernen radiometrischen Datierungsmethoden, wie beispielsweise die Oberflächenexpositionsdatierung und die Kalium-Argon-Datierung. Hierdurch ermittelte er, dass die eisfreien Regionen Antarktikas die weltweit geringsten Veränderungen in den Landschaftsformen aufweisen, der ostantarktische Eisschild einer der geomorphologisch stabilsten Regionen der Erde ist und das Gletschereis in isolierten Regionen der Antarktischen Trockentäler Gasgemische der Erdatmosphäre aus frühen Epochen der Erdgeschichte enthält. Hierdurch trug er auch maßgeblich zum Verständnis der landschaftlichen Veränderungen auf dem Mars bei.
Seit 1995 war Marchant an der Boston University beschäftigt und leitete dort an der Fakultät für Geowissenschaften die Antarctic Research Group. Für seine Feldforschungsarbeiten warb er 5,5 Mio. US-Dollar an öffentlichen Fördermitteln unter anderem über die National Science Foundation und die NASA ein. 1999 wurde er mit der nach William Speirs Bruce benannten Medaille der Royal Society of Edinburgh und 2004 mit dem Metcalf Award, der höchsten Auszeichnung für Dozenten an der Boston University, geehrt.
Nach Marchant war seit 1994 der nunmehr als Matataua-Gletscher bekannte Marchant-Gletscher im ostantarktischen Viktorialand benannt. Das United States Board on Geographic Names entschied sich in Abstimmung mit dem New Zealand Geographic Board im September 2018 zu einer Umbenennung. Hintergrund waren im Oktober 2017 bekannt gewordene Vorwürfe sexueller Belästigungen, Beleidigungen und Handgreiflichkeiten durch Marchant gegenüber zunächst einer und später einer weiteren Studentin in den späten 1990er Jahren und zu Beginn der 2000er Jahre. Infolge der Ergebnisse einer Untersuchung durch eine Kommission der Boston University, welche den Wahrheitsgehalt der Vorwürfe teilweise bestätigt hatten, wurde Marchant unter Beibehaltung seiner Bezüge im November 2017 von seinen Aufgaben an der Universität freigestellt. Einen Einspruch Marchants gegen diese Entscheidung wies die Universitätsleitung im Februar 2018 ab. Damit leitete die Boston University die endgültige Entlassung Marchants aus dem Lehrkörper der Universität ein, die im April 2019 effektiv wurde. Der Fall war zu jener Zeit auch Gegenstand von Untersuchungen des Ständigen Ausschusses zu Wissenschaft und Technologie im Repräsentantenhaus der Vereinigten Staaten. Marchant gehört zu einer Reihe namhafter US-amerikanischer Wissenschaftler, darunter auch der Astronom und Astrophysiker Geoffrey Marcy, deren Laufbahn wegen sexueller Belästigung zumindest vorläufig endete.

## Schriften (Auswahl)
- David R. Marchant, Carl C. Swisher III., Daniel R. Lux, David P. West Jr., George H. Denton (1993): Pliocene paleoclimate and East antarctic ice-sheet history from surficial ash deposits. In: Science, 260 (5108), S. 667–670, PMID 17812227
- T. V. Lowell, C. J. Heusser, B. G. Andersen, P. I. Moreno, A. Hauser, L. E. Heusser, C. Schlüchter, D. R. Marchant, G. H. Denton (1995): Interhemispheric correlation of late pleistocene glacial events. In: Science, 269 (5230), 1541–1549, PMID 17789444
- Kay D. Bidle, SangHoon Lee, David R. Marchant, Paul G. Falkowski: Fossil genes and microbes in the oldest ice on earth. In: Proceedings of the National Academy of Sciences, 104 (33), S. 13455–13460, PMID 17686983
- James W. Head, John F. Mustard, Mikhail A. Kreslavsky, Ralph E. Milliken, David R. Marchant (2003): Recent ice ages on Mars. In: Nature, 426 (6968), S. 797–802, PMID 14685228
- Sean L. Mackaya, and David R. Marchant (2017): Obliquity-paced climate change recorded in Antarctic debris-covered glaciers. In: Nature Communications, 8, S. 14194, PMID 28186094